# Bocaina de Minas
Bocaina de Minas é um município brasileiro do estado de Minas Gerais, na microrregião de Andrelândia. De acordo com o censo realizado pelo Instituto Brasileiro de Geografia e Estatística em 2022, sua população naquele ano era de 5 348 habitantes. A área é de 502,7 km², a altitude de 1.210 metros, e a densidade demográfica de 10,62 hab/km².

## História

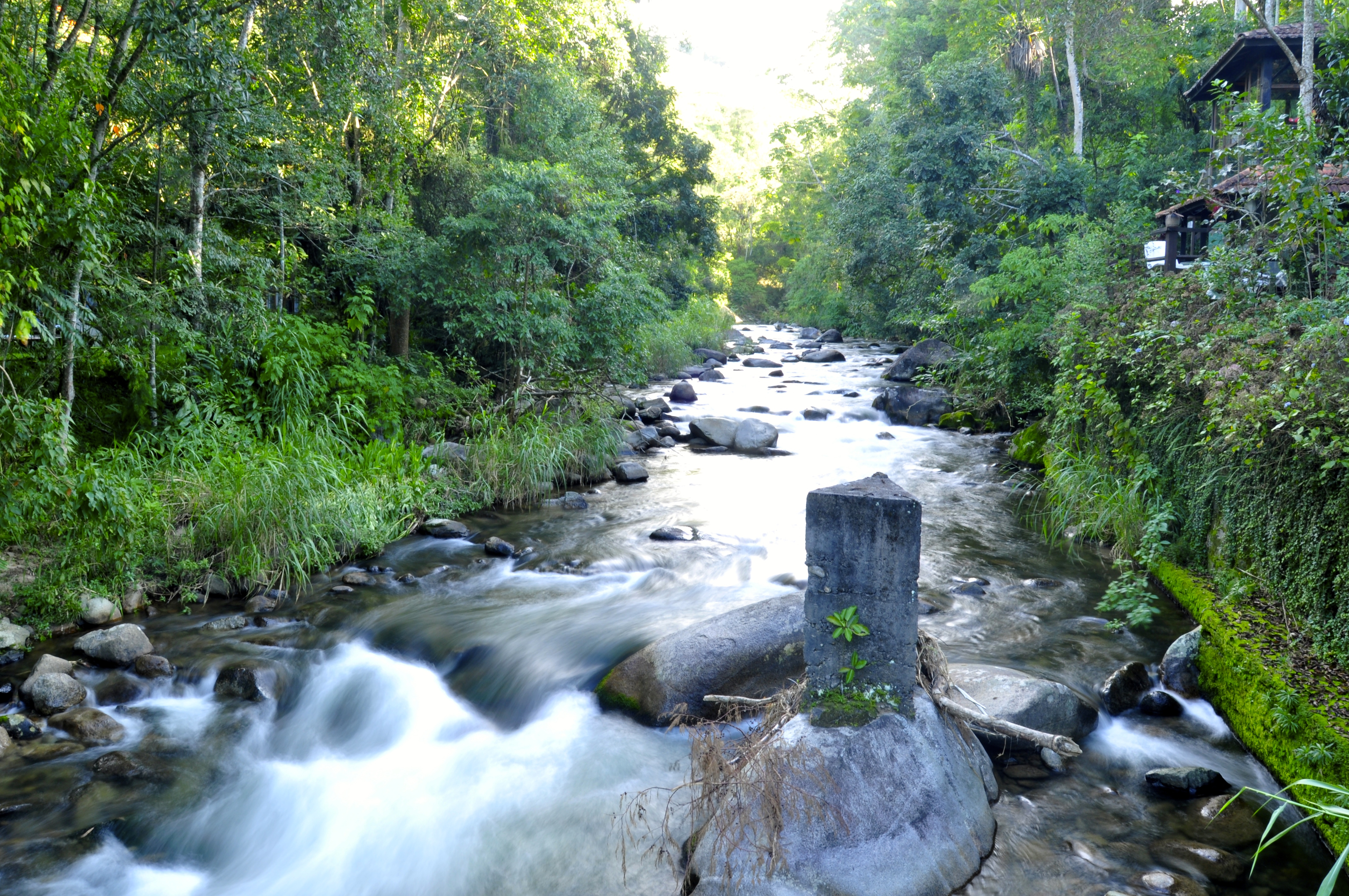
Rio Preto fazendo divisa dos estados de Minas Gerais e Rio de Janeiro.

O distrito de Rosário da Bocaina foi criado em 1858, subordinado ao município de Aiuruoca, e teve sua denominação alterada para Bocaina em 1923. Em 1938, o distrito foi transferido para o recém criado município de Liberdade e em 1943 passou a chamar-se Arimatéia. Em dezembro de 1953 tornou-se município, constituído pelos distritos de Bocaina de Minas e Mirantão. Em 2019 é criado o distrito de Santo Antônio do Alto Rio Grande.

## Geografia
Bocaina de Minas localiza-se no sul do estado e faz divisa com os municípios de Aiuruoca, Alagoa, Carvalhos, Liberdade, Itamonte e Passa Vinte.
Parte do município está no Parque Nacional de Itatiaia e no município encontram-se as nascentes do rio Grande, um dos formadores da bacia do rio Paraná.